# Erwin Jacobi (Jurist)
Erwin Jacobi (* 15. Januar 1884 in Zittau; † 5. April 1965 in Leipzig) war ein deutscher Staats- und Kirchenrechtler an der Universität Leipzig.

## Leben
Jacobi wurde in Zittau als Sohn des jüdischen Kaufhausbesitzers Rudolf Jacobi geboren. Nach dem Glauben seiner Mutter Emma, geb. Smith, wurde er protestantisch getauft. Seine Eltern ermöglichten ihm eine umfassende schulische und musikalische Ausbildung.
Jacobi studierte zunächst an der Universität München, anschließend an der Universität Leipzig die Rechte, wurde 1907 promoviert und habilitierte sich dort im Jahre 1912. Anschließend wurde er Dozent für Öffentliches Recht an dieser Universität und erhielt nach einer kurzen Lehrtätigkeit an der Universität Greifswald 1920 eine Professur in Leipzig.
Jacobi beschäftigte sich in seinen Arbeiten vorrangig mit dem Staatskirchenrecht. Ein weiterer Schwerpunkt seiner Forschungen galt dem Öffentlichen Recht der Weimarer Republik, hier prägte er unter anderem den Begriff der Verfassungsdurchbrechung. 1924 hielt er zusammen mit Carl Schmitt einen viel beachteten Vortrag auf der Versammlung der „Vereinigung der deutschen Staatsrechtslehrer“ in Jena mit dem Titel die Diktatur des Reichspräsidenten nach Art. 48 WRV. Hier begründeten die beiden Referenten die sog. „Schmitt-Jacobi'sche Theorie“, die u. a. davon ausging, dass es dem Reichspräsidenten nicht erlaubt war, unter Berufung auf sein Notverordnungsrecht formelle Gesetze zu erlassen. Damit wandten sich Schmitt und Jacobi gegen die herrschende Lehre – vertreten vor allem von Gerhard Anschütz –, die dem Reichspräsidenten ein reichsgesetzvertretendes Notverordnungsrecht zugebilligt hatte. Die Theorie blieb aber Mindermeinung und selbst die beiden Urheber kehrten sich später wieder von ihr ab.
Ein weiter Höhepunkt in Jacobis Weimarer Karriere war die Vertretung der Reichsregierung (zusammen mit Carl Schmitt und Carl Bilfinger) in dem Prozess „Preußen contra Reich“ vor dem Staatsgerichtshof um den sog. „Preußenschlag“.
Nach der Machtübernahme der Nationalsozialisten erfolgte auf der Grundlage des sogenannten Gesetzes zur Wiederherstellung des Berufsbeamtentums die Entlassung von Jacobi wegen seiner jüdischen Vorfahren. Jacobi gehörte der Bekennenden Kirche an.
Nach dem Zusammenbruch des Dritten Reiches nahm Jacobi seine Lehrtätigkeit in Leipzig wieder auf. 1947 schlug er ein Angebot der Universität Heidelberg aus und übernahm die Rektorenstelle in Leipzig, die er bis 1949 innehatte. 1948 wurde er zum ordentlichen Mitglied der Sächsischen Akademie der Wissenschaften gewählt.
Im Jahre 1949 wurde Jacobi Dekan der Juristischen Fakultät zu Leipzig. Obwohl Professor Jacobi eine demokratische Einstellung vertrat, erfolgte während dieser Zeit die Wandlung des Charakters der Fakultät von einer unideologischen zu einer marxistischen Bildungsstätte, ohne dass er diesem Prozess Widerstand entgegensetzte. Schon lange vor seiner Emeritierung im Jahre 1959 hatte er sich auf seine wissenschaftlichen Arbeiten zum Kirchenrecht zurückgezogen. 1955 wurde er zum korrespondierenden Mitglied der Deutschen Akademie der Wissenschaften zu Berlin gewählt.
Engagiert wirkte Jacobi in der Evangelisch-Lutherischen Landeskirche Sachsens, deren Synode er von 1948 bis 1959 angehörte. Er war seit 1956 Domherr des Stiftes Wurzen.
Er wurde 1954 zum Ehrendoktor der Theologischen Fakultät der Universität Leipzig ernannt. Anlässlich der 550-Jahr-Feier der Universität Leipzig wurde er 1959 mit dem Vaterländischen Verdienstorden in Silber ausgezeichnet.

## Schriften (Auswahl)
- Grundlehren des Arbeitsrechts. Deichert, Leipzig 1927.
- Einführung in das Gewerbe- und Arbeitsrecht. Ein Grundriß. Meiner, Leipzig 1919; 5. Auflage, 1926.
- Der Rechtsbestand der deutschen Bundesstaaten. Meiner, Leipzig 1917.
- mit Richard Schmidt: Zwei öffentlich-rechtliche Abhandlungen als Festgabe für Otto Mayer. Meiner, Leipzig 1916.
- Patronate juristischer Personen. Enke, Stuttgart 1912.